# 南方公园：完整破碎
《南方公园：完整破碎》是一部角色扮演游戏，由育碧旧金山工作室与南方公园数字工作室共同开发与发行。作为《南方公园：真理之杖》的续作，本作同样基于美国电视系列动画南方公园，并由南方公园创作者特雷·帕克和马特·斯通负责编写剧本、项目监督以及配音工作。
本作于2017年10月开始全球发售，登陆平台PlayStation 4、Xbox One和Microsoft Windows；之后于2018年4月登陆任天堂Switch平台。

## 设定
《南方公园：完整破碎》的故事发生在《真理之杖》系列剧情之后，位於科罗拉多州洛磯山脈下的南方公园小镇，鎮上幾位孩子展開了全新的冒险，這次他們將打扮成超级英雄。然而，男孩们为了卡特曼计划的超级英雄电影的角色名单而互相成争吵，最终分裂为两队。和卡特曼一边的加入了“浣熊联盟”（Coon and Friends），其他的加入另一方阵营“自由伙伴”（Freedom Pals），双方为了各自超级英雄电影的专营权而开始了多场内战。 遊戲中你仍然會操作一位新孩子（New Kid），不过这次你可以决定新孩子的性别。遊戲在細節和故事上涵蓋電視動畫第1至21季之內容。

## 開發
2014年3月，南方公园创作者特雷·帕克和马特·斯通声明：如果《南方公园：真理之杖》能受到欢迎，他们将开发续作。续作《南方公园：完整破碎》在2015年6月于E3遊戲展上公布。本作由育碧旧金山工作室开发，并登陆平台PlayStation 4、Xbox One和Microsoft Windows，代替之前的黑曜石工作室。
本作原本计划项目的名字为：时间的肛门（英文：The Butthole of Time），然而特雷·帕克和马特·斯通被告知零售商们不会售卖带有“肛门”（butthole）这个词在封面的产品。于是特雷·帕克回到了办公室，在标题上玩文字游戏来满足零售商们，最终标题被敲定为“完整破碎”（英文：The Fractured but Whole），以谐音“裂开的肛门”（英文：The Fractured Butthole）.

## 发行
帕克和斯通在2016年6月13日的E3 2016上的育碧新闻发布会上宣布新续作将于在2016年12月6日发行。2016年9月15日，育碧在官方博客上声明本续作被推迟到了2017年的第一季度，因为开发团队想让这个游戏能够达到粉丝的高期望。育碧同时承诺預購了《完整破碎》的玩家将能免费下载《真理之杖》。2017年2月9日，育碧宣布游戏将会进一步推迟发行，并宣布了新的本作发行窗口期于育碧2018财政年度 (April 2017–March 2018).PSN退还了所有预定《南方公园：完整破碎》的玩家的钱，同时移除了《南方公园：真理之杖》免费版的入口。 2017年五月，育碧发布了新的预告片，并在片中宣布发行日期定于2017年10月17日。

## 外部連結
- 官方网站